# Любатович, Вера Спиридоновна
Вера Спиридоновна Любатович (по мужу Осташкина) (26 июля 1855 Москва Российская империя — 19 декабря 1907 Москва Российская империя) — русская революционерка, народница.
Сестра Ольги, Татьяны, Клавдии и Анны Любатович.

## Биография
Дочь выходца из Черногории, дворянина, коллежского асессора, отставного инженера Московского Межевого института, владельца кирпичного завода в Москве.
В 1868 году поступила во 2-ю Московскую женскую гимназию, из которой вышла в 16 лет, в 1871 году, не окончив курса по причине выезда за границу. В мае 1871 года выехала за границу вместе с сестрой Ольгой, и, по её настоянию, поступила на медицинский факультет Цюрихского университета. Принимала участие в делах русской эмиграции; входила в кружок «Фричи»; в 1873 году работала в качестве наборщицы в наборной журнала «Вперёд». Жила в Цюрихе, в Париже; была вместе с сестрой в Черногории.
По возвращении в Россию арестована 16 октября 1874 года на станции Вержболово по подозрению в провозе писем от эмигрантов. Содержалась в Черниговской тюрьме и в начале 1875 года была освобождена под поручительство отца. Привлечена к дознанию по делу о пропаганде в империи (процесс 193-х), но по высочайшему повелению, 19 февраля 1876 года освобождена от наказания за недостатком улик.
В феврале 1875 года принимала участие в выработке устава «Всероссийской социально-революционной организации». Принимала участие в московском революционном кружке «Москвичи»; летом 1875 года входила в центральный кружок, обеспечивала связь с провинцией и с арестованными.
Арестована 10 августа 1875 года в Москве на квартире А. Е. Гамкрелидзе; при аресте оказала сопротивление. Предана 30 ноября 1876 года суду Особого Присутствия Правительствующего Сената по обвинению в составлении преступного сообщества, участии в нём, в распространении среди рабочих в Москве запрещённых книг и в сопротивлении при аресте (Процесс пятидесяти). 14 марта 1877 года признана виновной и приговорена к лишению всех прав состояния и к ссылке в каторжные работы на заводах на 6 лет. По рассмотрении Сенатом её кассационной жалобы признана 7 мая 1877 года виновной в составлении противозаконного сообщества, в покушении на распространение злоумышленных сочинений и в сопротивлении распоряжениям должностного лица и приговорена к лишению всех прав состояния и к ссылке на поселение в менее отдаленные места Сибири. По высочайшему повелению 14 августа 1877 года лишена прав.
В 1877 году выслана в Тару (Тобольская губерния), где в 1880 году вышла замуж за В. А. Осташкина. В 1881 году за вредное влияние на крестьян и «дерзкое неповиновение» местным властям, переведена вместе с мужем в Карчинскую волость (Красноярский округ в составе Енисейской губернии). В 1882 году переведена в Минусинск; потом жила в Енисейске. По возвращении в Европейскую часть России жила в 1890-х годах в Орле, потом в Москве.
Умерла 19 декабря 1907 года в Москве. Похоронена на Ваганьковском кладбище (6 уч.).

## Муж
- Осташкин, Виктор Александрович

## Сёстры
- Ольга Спиридоновна Любатович
- Татьяна Спиридоновна Любатович
- Клавдия Спиридоновна Любатович (по мужу Винтер) (1860—1924) — театральный деятель, организатор и руководитель театральных коллективов, антрепренёр, официальный руководитель Русской частной оперы (Москва, 1896—1899), спонсируемой Саввой Мамонтовым. После неудачного руководства театр обанкротился и закрыт в 1904 году, реквизит и костюмы проданы, актёры перешли в театр Зимина.
- Анна Спиридоновна Любатович (по мужу Малинина) (1882 — после 1954) — после окончания гимназии с 1905 года по 1932 год работала учителем иностранных языков средней школы в городах Торжке, Вязьме и Москве. После выхода на пенсию по болезни и выслуге лет, проживала в семье дочери — Марины Расковой. Автор книги «Жизненный путь Марины». — М.—Л.: изд-во «Детская литература», 1950 (первое издание).